# Latvijas Bērzs
Latvijas Bērzs (deutsch Lettische Birke) ist ein lettischer Eishockeyclub aus Riga, der in den 1970er und 1980er Serienmeister der Lettischen SSR wurde.

## Geschichte
Anfang der 1960er Jahre wurde aus der Möbelmanufaktur Latvijas Bērzs, heute Latvijas finieris, heraus eine Eishockeymannschaft gegründet, die ab 1962 an der Amateur-Meisterschaft der lettischen Sowjetrepublik teilnahm. Diese konnte sie in den 1970er und 1980er Jahren insgesamt zehn Mal gewinnen.
In der Spielzeit 1978/79 und 1979/80 spielte Latvijas Bērzs in der zweiten sowjetischen Eishockeyliga, der Perwaja Liga, stieg aber 1980 ab. Mitte der 1970er Jahre und Anfang der 1980er Jahre nahm die erste Mannschaft des Vereins an der dritten Spielklasse der Sowjetunion, der Wtoraja Liga, teil.
Ab 1995 bildete der Verein eine Spielgemeinschaft mit dem HK Essamika Ogre. Diese wurde in der Spielzeit 1996/97 lettischer Meister. Nach diesem Erfolg wurde eine neue Spielgemeinschaft mit dem HK Prizma Riga gegründet, die aber zunächst nur in der Saison 1997/98 Bestand hatte. Danach wurde die Spielgemeinschaft mit dem Team aus Ogre für zwei Spielzeiten reaktiviert. 2000 kehrte man zu Prizma Riga als Partnerteam zurück.
Seit 2002 nehmen neben einer Amateurmannschaft, die in der zweiten Liga spielt, Nachwuchsmannschaften des Vereins am Spielbetrieb teil, wobei diese meist Spielgemeinschaften mit dem HK Saga Riga bilden. Heute existiert in Riga unter dem Namen Latvijas Bērzs eine Sportschule.

## Erfolge
- Meister der lettischen S.S.R. 1969, 1974, 1975, 1977–1980, 1983–1985[3]
- Aufstieg in die Perwaja Liga 1978
- Lettischer Meister 1997

## Platzierungen
| Saison  | Liga              | Spiele | Siege | Niedlg. | Unentsch. | Punkte | Torverh. |
| ------- | ----------------- | ------ | ----- | ------- | --------- | ------ | -------- |
| 1974/75 | Wtoraja Liga West | 52     | 17    | 7       | 28        | 41     | 211:240  |
| 1975/76 | Wtoraja Liga West | 52     | 19    | 28      | 5         | 43     | 205:237  |
| 1976/77 | Wtoraja Liga West | 52     | 25    | 19      | 8         | 58     | 253:190  |
| 1977/78 | Wtoraja Liga West | 52     | 42    | 8       | 2         | 86     | 323:132  |
| 1978/79 | Perwaja Liga      | 60     | 16    | 37      | 7         | 39     | 190:263  |
| 1979/80 | Perwaja Liga      | 60     | 6     | 46      | 8         | 22     | 167:329  |
| 1980/81 | Wtoraja Liga West | 60     | 34    | 24      | 2         | 70     | 281:256  |
| 1981/82 | Wtoraja Liga West | 44     | 19    | 22      | 3         | 41     | 188:190  |
| 1982/83 | Wtoraja Liga West | 52     | 20    | 30      | 2         | 42     | 212:265  |
| 1983/84 | Wtoraja Liga West | 52     | 29    | 20      | 3         | 61     | 240:190  |
| 1984/85 | Wtoraja Liga West | 52     | 19    | 23      | 10        | 48     | 194:208  |

## Bekannte ehemalige Spieler
- Artūrs Irbe
- Miķelis Rēdlihs
- Mārtiņš Karsums
- Oskars Bārtulis
- Ģirts Ankipāns
- Jānis Andersons
- Guntis Galviņš
- Andris Džeriņš